# 120-ячейные соты
| 120-ячейные соты              | 120-ячейные соты                                   |
| ----------------------------- | -------------------------------------------------- |
| (нет рисунка)                 |                                                    |
| Тип                           | Правильные гиперболические соты                    |
| Символ Шлефли                 | {5,3,3,3}                                          |
| Диаграммы Коксетера — Дынкина | node_1 · 5 · node · 3 · node · 3 · node · 3 · node |
| 4-грани                       | {5,3,3}                                            |
| Ячейки                        | {5,3}                                              |
| Грани                         | {5}                                                |
| Граневая фигура               | {3}                                                |
| Рёберная фигура               | {3,3}                                              |
| Вершинная фигура              | {3,3,3}                                            |
| Двойственные соты             | 5-ячейные соты порядка 5                           |
| Группа Коксетера              | H4, [5,3,3,3]                                      |
| Свойства                      | Правильный                                         |

120-ячейные соты — одно из пяти компактных правильных заполняющих 5-мерное пространство замощений (сот). Имея символ Шлефли {5,3,3,3}, соты имеют три стодвадцатиячейника вокруг каждой грани. Его двойственный многогранник — 5-ячейные соты порядка 5, {3,3,3,5}.

## Связанные соты
Эти соты связаны с 120-ячейными сотами порядка 4, {5,3,3,4} и 120-ячейными сотами порядка 5, {5,3,3,5}.
Соты топологически подобны конечному пентеракту, {4,3,3,3}, и гексатерону, {3,3,3,3}.
Они также аналогичны стодвадцатиячейнику, {5,3,3}, и додекаэдру, {5,3}.